# Tavakul Barles
Tavakul Barles (segle XV) fou un amir d'Abu Bakr i de Xah Rukh.
El 1406 Abu Bakr va establir el seu campament a Sauk Bulak i el vaposar sota el comandament del seu amir Tavakul Barles. Aquest i els seus homes es van confiar i es van dedicar a beure i Muhammad Umar, a proposta de Rustem d'Esfahan, al que s'havia aliat, i sota la direcció d'aquest, va fer una incursió sorpresa al campament i es va emportar a Sultan Bakht Begum, l'esposa de Miran Xah i molt de botí. Tavakul Barles i altres amirs estaven borratxos però van perseguir als atacants en la ruta Sari (Iran)-Kamix-Rayy i els van arribar a atrapar i enfrontar, però com que els atacants del campament eren mes nombrosos que els perseguidors, i aquestos tampoc estaven en condicions optimes, no van tenir gaires problemes en seguir el camí cap a Esfahan amb tot el que havien saquejat.
El 1407 va anar al Khurasan i es va posar al servei de Xah Rukh. A la tardor es va saber que Pir Ali Taz Sulduz estava acampat a Ieke-Olang i foren enviades tropes a la zona manades pels amirs Midrab Bahadur, Tavakul Barles, Xaikh Lukman Barles i Ali Beg Bekavul. Després devia passar per un temps al servei de Pir Muhammad ibn Umar Shaikh ja que fou nomenat governador de Dizful al Khuzestan; a la primavera del 1408 se l'esmenta com un dels governadors del Khuzestan revoltats; Pir Muhammad va arribar a Ram-Hurmuz i va enviar diversos amirs amb un missatge oferint el perdó; els amirs rebels es van reunir i finalment van decidir sotmetre’s quan ja Pir Muhammad estava prop de Xuixtar. El 1410 torna a aparèixer al servei de Xah Rukh, sent enviat a Transoxiana contra el rebel general Xaikh Nur al-Din. El 1415 fou designat amir ajudant d'Ibrahim Sultan quan aquest fou nomenat governador de Fars.